# Ley
Ley là một xã trong vùng hành chính Lothringen, thuộc tỉnh Moselle, quận Château-Salins, tổng Vic-sur-Seille. Tọa độ địa lý của xã là 48° 44' vĩ độ bắc, 06° 39' kinh độ đông. Ley nằm trên độ cao trung bình là 225 mét trên mực nước biển, có điểm thấp nhất là 202 mét và điểm cao nhất là 264 mét. Xã có diện tích 6,13 km², dân số vào thời điểm 1999 là 106 người; mật độ dân số là 17 người/km². Ley nằm khoảng 10 km về phía đông nam của Vic-sur-Seille.

## Thông tin nhân khẩu
| 1962 | 1968 | 1975 | 1982 | 1990 | 1999 |
| ---- | ---- | ---- | ---- | ---- | ---- |
| 95   | 107  | 104  | 104  | 104  | 106  |